# 馬拉穆列什的木教堂群
馬拉穆列什的木教堂群（Wooden Churches of Maramureș）是位於羅馬尼亞的一處世界文化遺產。馬拉穆列什的木教堂群包括了位於特蘭西瓦尼亞地區北部馬拉穆列什的木質教堂群其中具有代表性的八個羅馬尼亞正教會的教堂。馬拉穆列什的木質教堂群建設於17至18世紀。馬拉穆列什自古就以木質建築而聞名。馬拉穆列什現在保存有42座木質教堂，其中三分之一的歷史可追溯至距今200年之前。

## 外部連結
- World Heritage Site （页面存档备份，存于）
- Pictures, Informations and Maps of the Wooden Churches of Maramureş
- Video （页面存档备份，存于） about the Wooden Churches of Maramureș by UNESCO